# Mycenae
Mycenae (Tiếng Hy Lạp Μυκῆναι Mykēnai) là một địa điểm khảo cổ tại Hy Lạp, nằm cách Athens khoảng 90 km về phía Tây Nam, ở phía Đông Bắc Peloponnese. Mycenae nằm ở vùng Argolis, giữa Argos và Nafplion. Argos cách 6km về phía Nam; Corinth nằm cách 48km về phía Bắc. Từ ngọn đồi mà cung điện được đặt trên, người ta có thể quan sát qua Argolid tới vịnh Saronic.
Trong thiên niên kỷ thứ hai trước công nguyên Mycenae là một trong các trung tâm chính của nền văn minh Hy Lạp, một pháo đài quân sự chi phối phần lớn phía Nam Hy Lạp. Thời kỳ của lịch sử Hy Lạp từ khoảng 1600 TCN tới 1100 TCN được gọi là Mycenaean theo tên của Mycenae.
Xem thêm: nền văn minh Mycenae

## Tên
Cái tên Mycenae được phục dựng lại từ tên của thành Mukanai trong tiếng Hy Lạp cổ(a dài), có dạng số nhiều, như Athanai. Sự đổi từ a sang e là sự phát triển của ngôn ngữ Attic-Ionic về sau.
Mặc dù thành lũy được xây bởi người Hy Lạp, cái tên lại được cho không phải là của Hy Lạp, mà là một trong số nhiều tên địa danh thừa hưởng của những người Hy Lạp nhập cư. John Chadwick đã nói:
"Các tên như... Mukanai... hẳn nhiên có xuất xứ từ một hoặc hơn các ngôn ngữ chưa biết được nói trước đây tại Hy Lạp."
Ngôn ngữ tiền Hy Lạp vẫn là một ẩn số, nhưng không có bằng chứng nào để loại bỏ một thành viên của liên họ Ấn-Âu. (Xem Pelasgian, Minyans)

## Lịch sử

### Thời kỳ đồ đá mới
Chỉ các mảnh gốm vỡ được tìm thấy nằm rải rác từ các đống đổ nát bị làm xáo trộn là thuộc về thời kỳ này, khoảng trước năm 3500TCN. Địa điểm này đã có người ở nhưng địa tầng đã bị phá hủy bởi việc xây dựng sau đó.

### Thời kỳ đồ đồng sơ khai
Người ta tin rằng Mycenae được định cư bởi những người Ấn Âu (Indo-European) vốn chuyên về trồng trọt và chăn nuôi, vào khoảng gần năm 2000 TCN. Các mảnh gốm vỡ được tìm thấy thuộc về thời kỳ này, từ 2100 TCN tới 1700 TCN. Cùng thời gian này, Minoan Crete đã phát triển được một nền văn minh rất phức tạp và có tương tác với Mycenae.

### Thời kỳ đồ đồng trung cổ
Việc an táng trong mộ dạng hố hay cist (đá, thân cây khoét) bắt đầu ở phía Tây của vệ thành (acropolis) vào khoảng 1800 - 1700 TCN. Vệ thành được bao quanh ít nhất là một phần bởi bức tường bao đầu tiên.
Về các mộ cist và thời kỳ Helladic trung Emily Vermeule đã nói:
"...không có gì trong thế giới Helladic trung chuẩn bị cho chúng ta về sự lộng lẫy cực độ của các hầm mộ (Shaft Grave)."

### Thời kỳ hậu đồ đồng

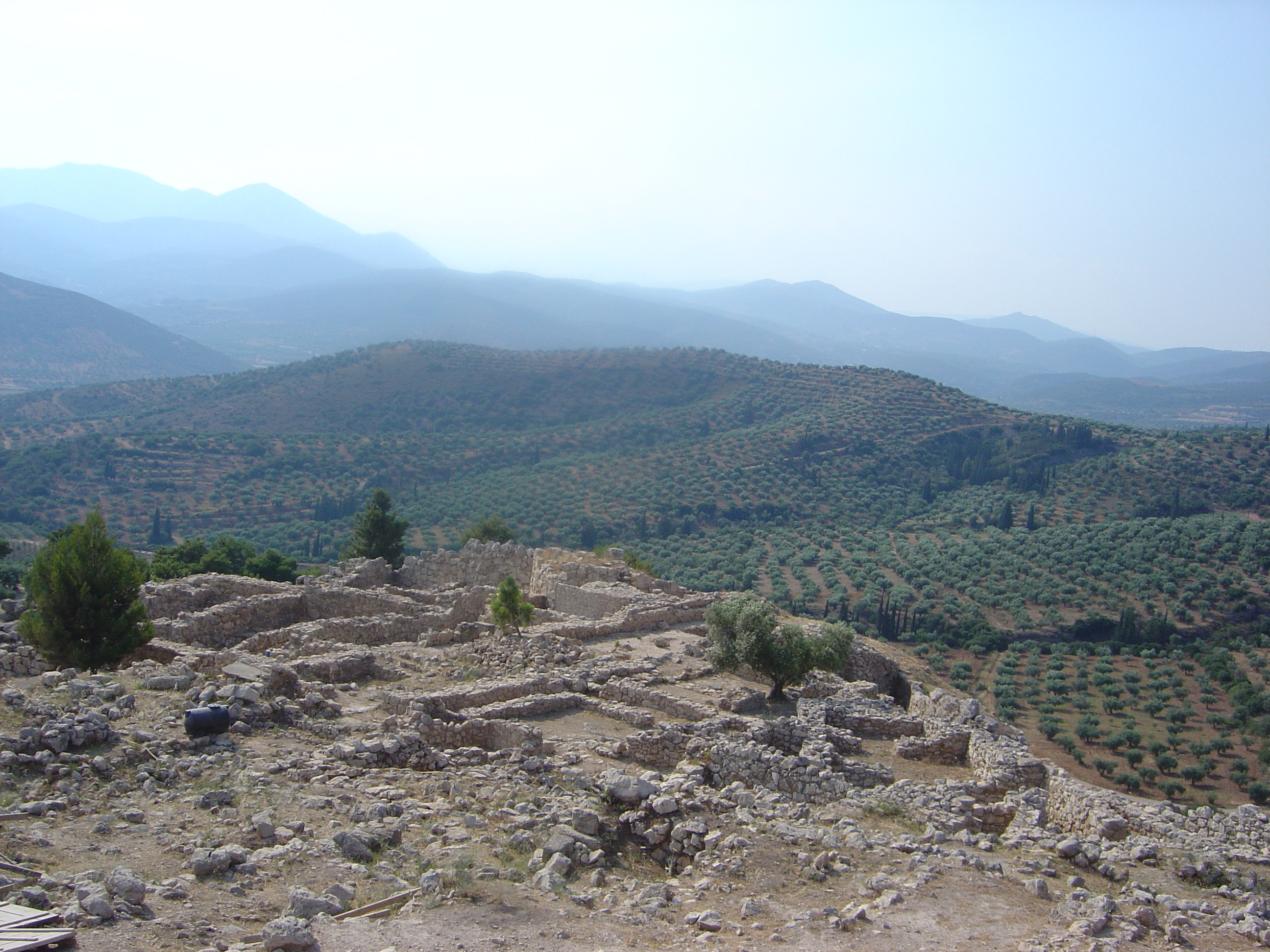
Nhìn từ vệ thành.

Mô hình khu dân cư ở Mycenae trong suốt thời đại đồ đồng là một ngọn đồi được bảo vệ và được bao bọc bởi các ngôi làng và các điền trang. Cái thiếu ở đây là cuộc sống thị thành đông đúc xuất hiện ở bờ biển (như tại Argos). Vì Mycenae là thủ đô của một lãnh thổ thống trị, hay chi phối, phần lớn phía đông của vùng Địa Trung Hải, những người cai trị hẳn phải đặt thành trì của mình ở khu vực ít dân cư hơn và xa xôi này nhằm tận dụng khả năng phòng thủ của nó. Do có ít tài liệu tại địa điểm có thể xác định rõ thời gian (như một scarab (đồ trang sức hình bọ hung) của Ai Cập) cũng như chưa có nghiên cứu tuổi thọ trên cây (dendrochronology) nào được tiến hành với các phế tích ở đây, các sự kiện nêu ra dưới đây theo thang thời gian Helladic.

#### Giai đoạn cuối Helladic I
Bên ngoài bức tường bao một phần, khu mộ Circle B, đặt theo tên của bức tường bao quanh nó, chứa mười mộ theo phong cách Helladic trung và bốn hầm mộ (shaft grave) nằm ở sâu hơn với sự chôn cất trong các cist. Đồ chôn cất theo tráng lệ hơn cho thấy có thể sự an táng này có thể là của vua chúa. Các ụ đất ở phía trên chứa các đồ uống nước bị vỡ và các hài cốt từ một bữa tiệc, chứng tỏ đây không chỉ là một sự tiễn biệt bình thường. Các bia nổi lên trên các ụ đất.
Một khu vực có tường bao, khu mộ Circle A, bao gồm thêm 6 hầm mộ, an táng 9 nữ, 8 nam và 2 trẻ em. Đồ an táng ở đây đắt hơn ở Circle B. Sự xuất hiện của kiếm và dao găm được khắc và chạm trổ, với các đầu giáo và đầu mũi tên, khiến ít ai nghi ngờ các thủ lĩnh chiến binh và gia đình họ được chôn tại đây. Một vài món đồ nghệ thuật thu được từ các ngôi mộ là Silver Siege Rhyton, Mặt nạ của Agamemnon, tách của Nestor, và các vũ khí cả để tạ ơn (votive) lẫn thực.

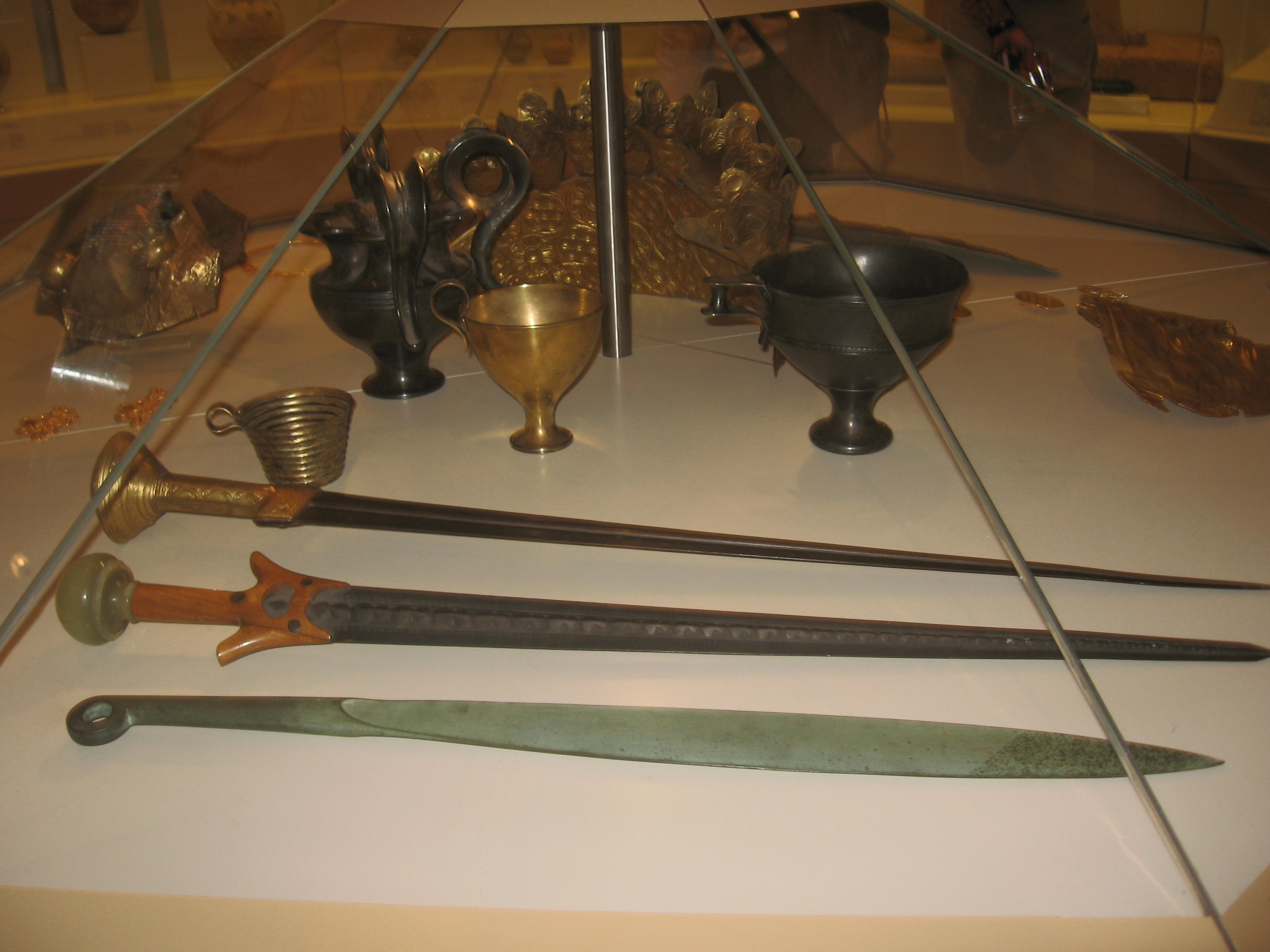
Gươm và tách Mycenae.

#### Giai đoạn cuối Helladic II
Alan Wace chia chín lăng mộ tholos của Mycenae thành ba nhóm mỗi nhóm ba cái dựa vào kiến trúc. Những cái sớm nhất, Lăng mộ Cyclopean, Epano Phournos, và lăng mộ của Aegisthus, thuộc thời kỳ IIA.
Việc chôn cất trong tholoi được coi là thay cho chôn trong hầm mộ. Sự cẩn trọng được giành ra để bảo tồn các hầm mộ cho thấy chúng là một phần trong di sản của hoàng gia, các lăng mộ của các anh hùng tổ tiên. Dễ thấy hơn, các tholoi đều đã bị cướp bóc cả ở thời xa xưa hay trong các giai đoạn lịch sử về sau.

#### Giai đoạn cuối Helladic III
Vào một ngày bình thường của năm 1350 TCN các công sự trên vệ thành và trên các ngọn đồi xung quanh đã được xây dựng lại theo một phong cách được gọi là cyclopean do các khối đá được sử dụng lớn tới mức con người các thời đại về sau nghĩ rằng chúng là tác phẩm của những người khổng lồ một mắt được biết tới như cyclops. Bên trong các bức tường này, phần lớn vẫn có thể nhìn thấy, các cung điện hoành tráng liên tiếp nhau đã được xây dựng. Cung điện cuối cùng, mà phần còn lại có thể thấy được trên vệ thành của Mycenae, thuộc về lúc đầu của giai đoạn LHIIIA:2 (Late Helladic III A:2 - giai đoạn Helladic muộn III A:2). Các cung điện sớm hơn hẳn cũng đã từng tồn tại, nhưng chúng đã bị xóa đi hay xây chồng lên.
Việc xây các lâu đài với kiến trúc tương tự là phổ biến trên khắp phía Nam Hy Lạp vào lúc đó. Kiến trúc này gồm một megaron, hay chính điện (throne room), với một bệ lò sưởi (hearth) ở giữa được nâng cao lên và nằm dưới một lỗ hở trên nóc, nó được chống đỡ bởi bốn cột trụ trong một hình vuông xung quanh bệ lò. Một ngai vàng được đặt đối diện với trung tâm của một bức tường nằm bên cạnh bệ lò, giúp tạo ra góc nhìn thông suốt của người cai trị từ lối vào. Các bức tường và sàn trát vữa được tô điểm bằng các bích họa (Frescos).

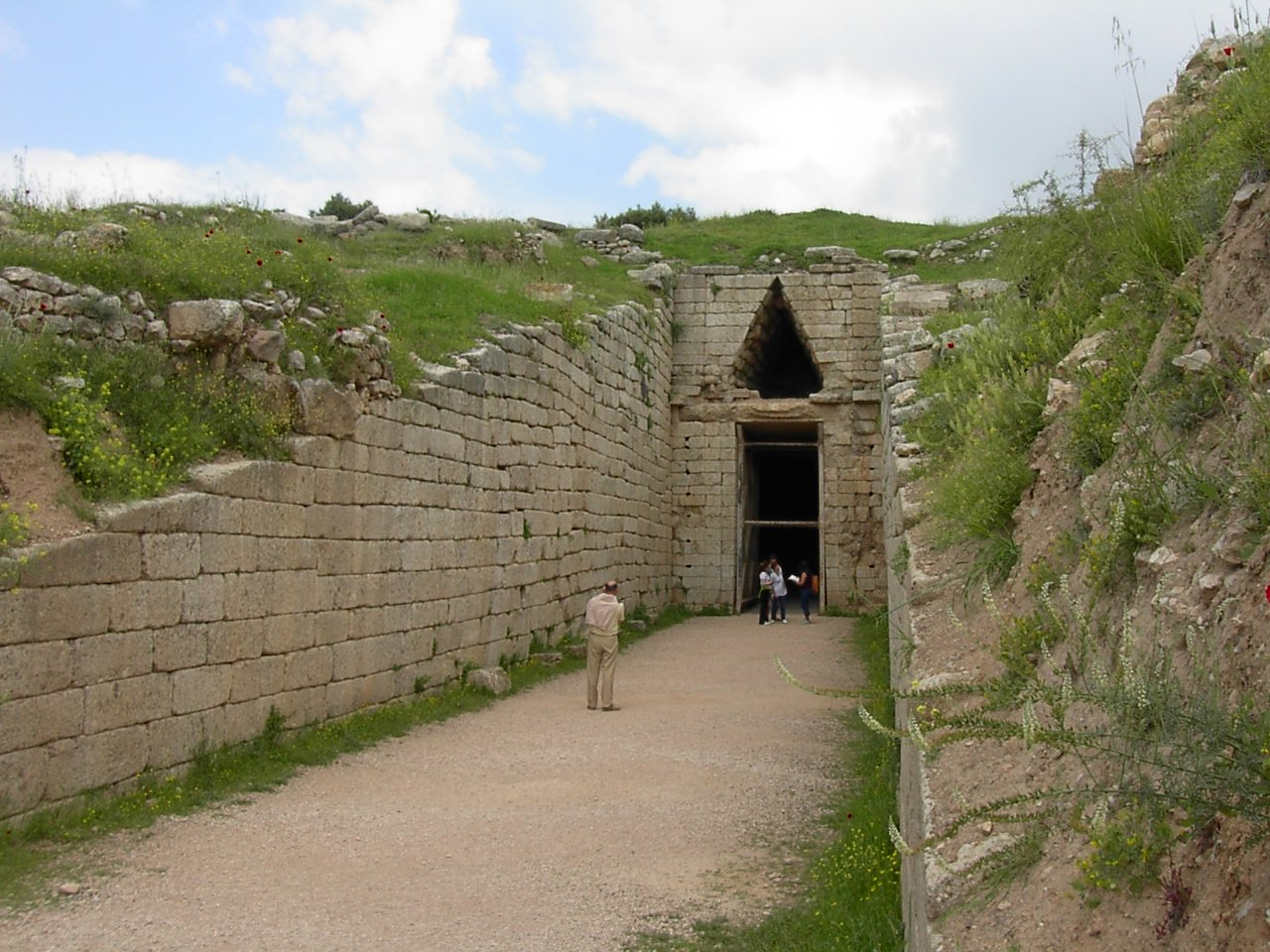
Lối vào Lăng mộ của Clytemnestra bên ngoài thành lũy ở Mycenae, một ví dụ điển hình của kiểu kiến trúc gọi là tholos.

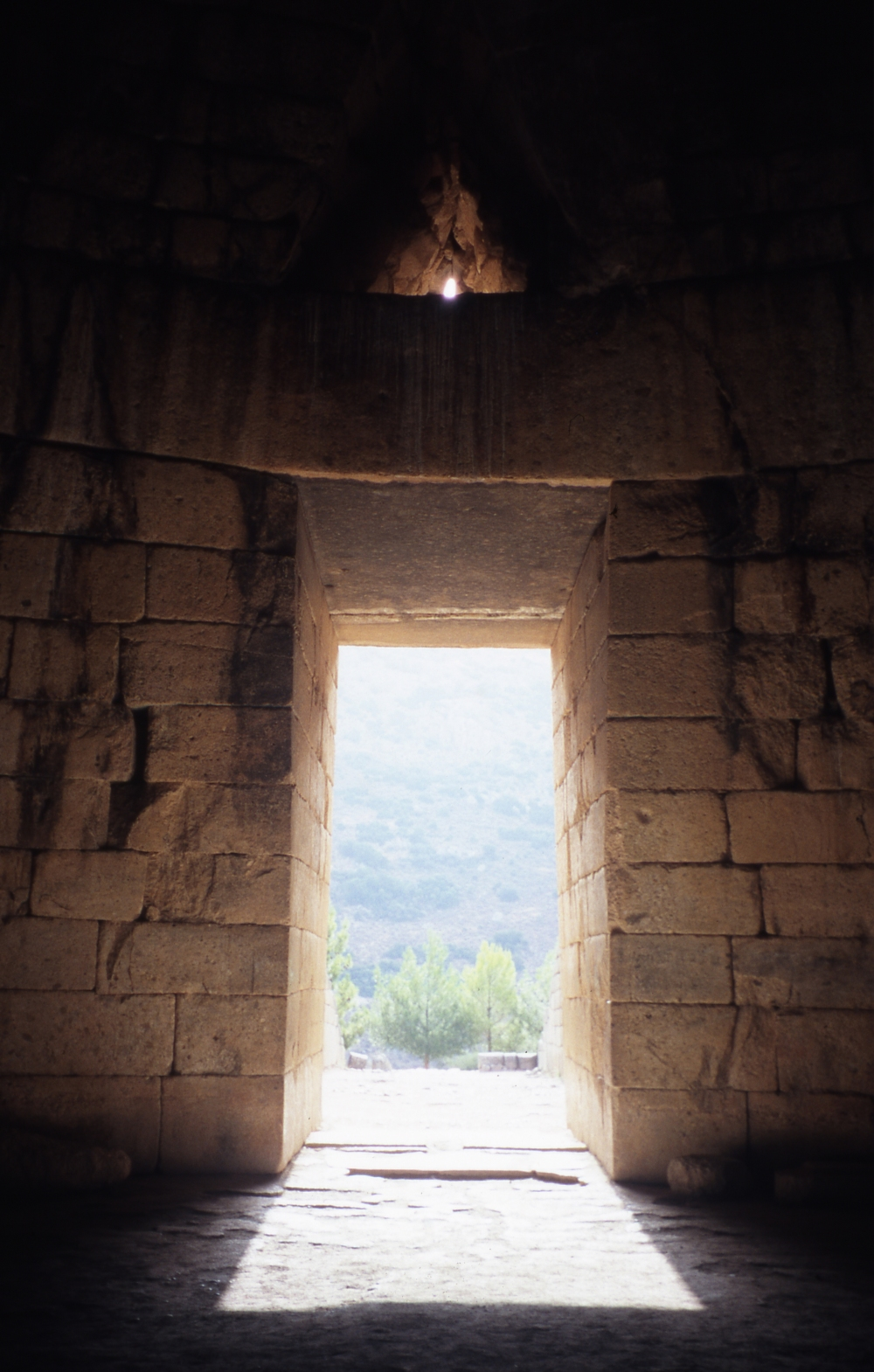
Lăng mộ của Clytemnestra nhìn từ bên trong.

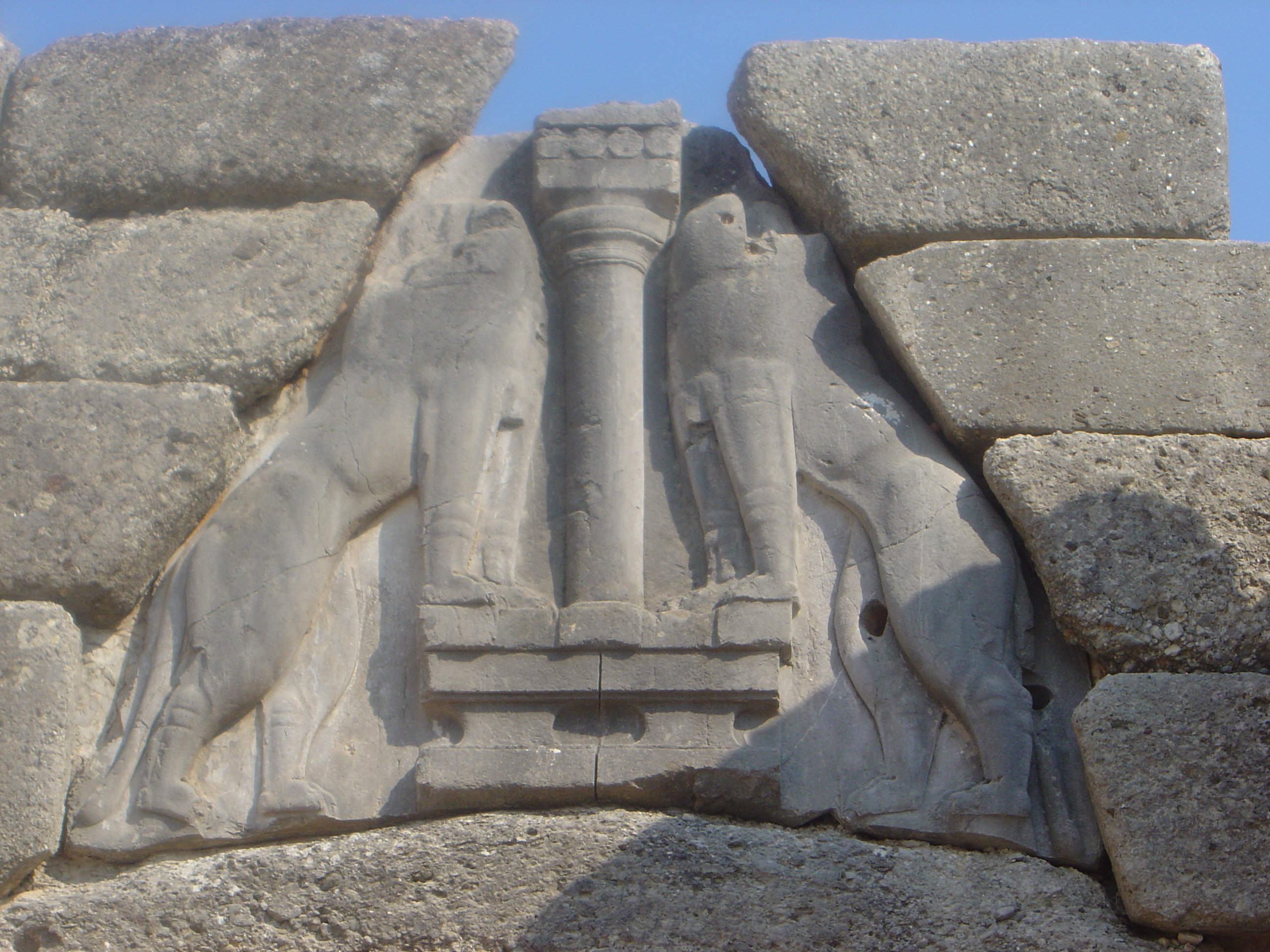
Cổng Sư tử (chi tiết) - hai con sư tử cái ở hai bên sườn của cột trụ trung tâm tượng trưng cho thần hay nữ thần.

Lối vào căn phòng xuất phát từ một sân nhỏ (courtyard) với mái cổng (portico) có các cột. Một cầu thang (staircase) uy nghi dẫn từ một nền đất phía dưới lên sân nhỏ của vệ thành.
Trong đền thờ xây bên trong thành lũy, một scarab (một món trang sức hình bọ hung của Ai Cập) của Nữ hoàng Ai Cập Tiye, người lấy Amenhotep III, được đặt trong gian phòng của các tượng thần bên cạnh ít nhất là một bức tượng theo phong cách của LHIIIA:2 hoặc B:1. Mối quan hệ của Amenhotep III với ‘m-w-k-i-n-u’ (Mukana) được củng cố thêm từ các chữ viết khắc tại Kom al-Hetan, nhưng thời gian cai trị của Amenhotep được cho là vào khoảng cuối LHIIIA:1. Có thể sứ thần của Amenhotep đã trao tặng món trang sức này cho một thế hệ trước đó, những người đã tìm được nguồn tài nguyên để xây dựng lại thành lũy theo kiểu Cyclopean, rồi sau đó đưa scarab tới đây.
Nhóm tholoi thứ hai của Wace thuộc về thời kỳ giữa IIA và IIIB gồm: Kato Phournos, Panagia Tholos, và Lăng mộ sư tử (Lion Tomb). Nhóm cuối cùng, nhóm III gồm: Kho tàng của Atreus (Treasury of Atreus), Lăng mộ của Clytemnestra (Tomb of Clytemnestra) và Lăng mộ của thần linh (Tomb of the Genii). Nhóm này được xác định thuộc giai đoạn IIIB nhờ vào một mảnh gốm vỡ ở lối vào Kho tàng của Atreus, cái lớn nhất trong chín lăng mộ. Giống như kho tàng của Minyas tại Orchomenus, lăng mộ này đã bị cướp phá và bản chất là một công trình an táng của nó đã bị lãng quên, và công trình kiến trúc được mang một cái tên truyền thống là "Kho tàng" (Treasury).
Các thời kỳ đồ gốm mà hệ thống thời gian tương đối dựa vào (EH, MH, LH (Early Helladic - Helladic sớm, Medium Helladic - Helladic trung, Late Helladic - Helladic muộn)) không cho phép sự xác định chính xác thời gian, kể cả khi đã ứng dụng công nghệ C-14, do dung sai vốn có của nó. Chuỗi sự kiện xây dựng tiếp theo tại Mycenae sẽ gần đúng như sau đây. Vào thời kỳ đầu của LHIIIB, tức khoảng 1300, bức tường Cyclopean được mở rộng về sườn đồi phía Nam và bao cả nghĩa trang Circle A. Lối vào chính thông qua tường bao là một kiến trúc nổi tiếng nhất của Mycenae, cổng sư tử (Lion Gate). Đi qua đó là một đoạn dốc bậc thang dẫn xuyên qua Circle A và lên tới cung điện. Cổng sư tử được xây dựng theo dạng 'Tam giác Chịu lực' (Relieving Triangle) để giúp chống đỡ trọng lượng của các khối đá. Lối đi dốc này đi qua một số ngôi nhà mà hiện nay được coi như các công xưởng: Tòa nhà khiên (House of Shields), Tòa nhà buôn bán dầu (House of the Oil Merchant), Tòa nhà của Nhân sư (House of the Sphinxes), và tòa nhà phía Tây (West House). Một cổng sau không được trang trí cũng được xây dựng ở bức tường phía bắc.
Các sự thật và hình vẽ của thành lũy 

Chu vi: 1.105 m 

Chiều cao được bảo tồn: tới 12,5 m 

Chiều rộng: 7.5 – 17 m 

Lượng đá yêu cầu tối thiểu: 145.215 m3 hay 14.420 khối đá trung bình (10 tấn) 

Thời gian vận chuyển 1 khối đá bằng con người: 2,125 ngày 

Thời gian vận chuyển tất cả khối đá bằng con người: 110,52 năm 

Thời gian vận chuyển 1 khối đá dùng bò kéo: 0,125 ngày 

Thời gian vận chuyển tất cả khối đá dùng bò kéo: 9.9 năm 

(Mỗi ngày làm 8 tiếng) 

Các khối đá lớn nhất gồm cả rầm đỡ và rầm cửa nặng trên 20 tấn, một vài khối có thể tới 100 tấn.
Sau đó, vào khoảng ranh giới LHIIIB:1/2, cỡ năm 1250 TCN, một dự án nâng cấp đã được tiến hành. Bức tường được mở rộng một lần nữa về phía Tây, với một cảng dạo chơi (sally port) và một lối đi bí mật xuyên qua và phía dưới bức tường, được xây dựng với các tay đỡ, dẫn xuống phía dưới khoảng 99 bậc tới một bể chứa nước khoét vào đá 15 m phía dưới bề mặt. Nó được cung cấp bởi một ống ngầm từ một con suối tại một mảnh đất cao hơn ở xa. Kho tàng của Atreus được xây dựng vào khoảng thời gian này.
Vào giai đoạn LHIIIA:1, người Ai Cập biết tới tên Mukana như thành thị thủ đô ở cấp độ của Thebes và Knossos. Trong suốt thời kỳ LHIIIB, ảnh hưởng về chính trị, quân sự và kinh tế của Mycenae hình như đã lan rộng tới Crete, Pylos ở phía Tây Peloponnese, và tới Athens và Thebes. Các khu định cư Hy Lạp đã được đặt trên bờ biển của Anatolia. Một cuộc xung đột với đế chế Hittite để tranh giành quốc gia lệ thuộc nằm ở vị trí chiến lược, Troy, đã được dự đoán. Trong văn hóa dân gian, gia đình Pelopid đầy quyền lực đã cai trị nhiều lãnh thổ của Hy Lạp, một nhánh của nó là vương triều Atreid tại Mycenae.

### Sự suy tàn

Hy Lạp Homer.

Vào 1200 TCN thế lực của Mycenae bị xuống dốc. Trong suốt thế kỷ 12 trước công nguyên sự thống trị của Mycenae sụp đổ.
Sự tiêu diệt của Mycenae là một phần của sự sụp đổ chung vào thời đồ đồng. Chỉ trong một quãng thời gian ngắn vào khoảng 1250 TCN, tất cả các cung điện phía Nam Hy Lạp đều bị thiêu hủy, gồm cả cái ở Mycenae. Theo truyền thống điều này bị quy cho sự xâm chiếm của Dorian từ phía Bắc Hy Lạp, cho dù một vài sử gia nghi ngờ về một cuộc xâm lăng như vậy. Như quan niệm đầu tiên thì hẳn nhiên là không. Không có người bên ngoài nói tiếng Hy Lạp Doric nào đi vào Hy Lạp cả. Thay vào đó, một bộ phận cư dân của Mycenae, về sau nói tiếng phương ngữ Doric, chống lại cấu trúc thượng tầng của Mycenae và xóa bỏ nó, tới định cư ở nhiều vùng trước đây do nó kiểm soát. Những cư dân bị chiếm chỗ trốn thoát tới các thuộc địa trước đây của Mycenae ở Anatolia và những nơi khác, nơi mà họ trở thành nói tiếng phương ngữ Ionic. Một giả thuyết được lan truyền khác là một đợt hạn hán đã gây ra sự suy vong của Mycenae, nhưng không có một chứng cứ khí hậu nào cho giả thuyết này. Một giả thuyết xa hơn là sự phá hủy các lâu đài có liên quan tới những người trên biển (Sea People), chính họ cũng đã tiêu diệt đế chế Hittite và tấn công triều đại thứ 19 và 20 của Ai Cập. Amos Nur biện luận rằng động đất đóng một vai trò chính trong sự sụp đổ của Mycenae và nhiều thành phố khác vào cuối thời đại đồ đồng. Tuy vậy không có chứng cứ thuyết phục nào được đưa ra để xác nhận cho các giả thuyết giải thích tại sao các thành lũy ở Mycenae và nơi khác lại suy sụp vào thời gian này.
Trong giai đoạn LHIIIC, hay còn gọi là "submycenaean", Mycenae không còn là một thế lực. Đồ gốm thủ công và các phong cách trang trí thay đổi rất nhanh chóng. Sự lành nghề và nghệ thuật bị mai một. Thành lũy bị bỏ hoang vào cuối thế kỷ 12, do nó không còn là một vị trí chiến lược, mà chỉ còn là một vị trí xa xôi hẻo lánh.

### Sự phục hưng và kết thúc
Trong suốt thời kỳ đầu của cổ điển, Mycenae đã từng được định cư trở lại, dù không thể trở lại được vị thế quan trọng ngày nào. Người Mycenae đã chiến đấu tại Thermopylae và Plataea trong suốt cuộc chiến tranh Persian. Tuy nhiên, vào năm 462 TCN, quân đội từ Argos đã đoạt được Mycenae và đuổi cư dân ra khỏi đó. Trong các thời kỳ Hy Lạp và La Mã, các tàn tích tại Mycenae là các địa điểm thu hút du lịch (cũng như ngày nay). Một thị trấn nhỏ mọc lên để phục vụ kinh doanh du lịch. Tuy vậy, vào thời kỳ sau của La Mã, địa điểm này đã bị bỏ hoang.

## Mycenae và tôn giáo
Phần lớn tôn giáo của Mycenae tồn tại tới thời Hy Lạp cổ qua các vị thần Hy Lạp (Greek deity), nhưng người ta không biết bao nhiêu trong tín ngưỡng tôn giáo Hy Lạp là của Mycenae, còn bao nhiêu là sản phẩm của thời tăm tối của Hy Lạp và sau đó.
Dẫu sao thì cũng có một vài suy đoán có lý. Tôn giáo của Mycenae hầu như chắc chắn là đa thần, và họ sẵn sàng thêm các vị thần từ nước ngoài vào số các thần linh của họ một cách dễ dãi đến đáng ngạc nhiên. Mycenae chắc hẳn đã đi vào văn hóa Hy Lạp bằng các vị thần (deity) dẫn đầu bởi một số thiên thần (sky-deity) cai trị mà theo các nhà ngôn ngữ học có thể đã được gọi là Dyeus trong hệ ngôn ngữ Ấn - Âu ban đầu. Trong tiếng Hy Lạp, vị thần này trở thành Zeus. Trong tiếng Hindus, sky-deity trở thành "dyaus pitar" ("pitar" nghĩa là "cha"). Trong tiếng Latin ông trở thành “deus pater” hay Jupiter, chúng ta vẫn gặp từ này trong những từ nguyên (etymology) của các từ deity (vị thần) và divine (thần thánh).
Tại một vài thời điểm trong lịch sử văn hóa của mình, người Mycenae đã thu nhận các nữ thần của người Minoan và kết hợp các nữ thần này với chúa trời của mình. Các học giả tin rằng các vị thần Hy Lạp không phản ánh tôn giáo của Mycenae ngoại trừ các nữ thần và thần Zeus. Tuy vậy các vị nữ thần này lại xuất xứ từ Minoan. Nhìn chung, tôn giáo của Hy Lạp sau này phân biệt hai loại thần thánh: Olympian (gồm cả Zeus) hay các thiên thần (hiện nay được biết dưới một vài dạng khác), và các vị thần sớm hơn từ trái đất, hay âm thần (chthonic deity) - hầu hết đều là nữ. Người Hy Lạp tin rằng các âm thần này cũ hơn các Olympian. Từ đây có thể dự đoán rằng tôn giáo ban đầu của Hy Lạp có thể đã xoay quanh các nữ thần của trái đất, tuy nhiên không có bằng chứng nào cho điều này ngoại trừ các suy luận hợp lý.
Walter Burkert cảnh báo rằng:
"Chúng ta có thể phân biệt tôn giáo của Minoan và Mycenae tới mức nào là một câu hỏi chưa tìm được câu trả lời thuyết phục"
và đưa ra các trường hợp tương tự như mối liên hệ giữa văn hóa và tôn giáo Etruscan và Hy Lạp cổ, hay giữa văn hóa La Mã và Hy Lạp.
Hẳn nhiên là tôn giáo Mycenae có liên quan tới sự kính dâng và hiến tế tới các vị thần, và một vài người đã suy đoán rằng các nghi lễ của họ có cả sự hiến tế con người dựa trên các chứng cứ nguyên gốc và các bộ xương tìm thấy bên ngoài các ngôi mộ. Trong các tác phẩm của Homer, có vẻ như có một ký ức văn hóa còn sót lại của sự hiến tế người trong việc Agamemnon hiến tế con gái Iphigenia của mình. Một vài câu truyện của các anh hùng thành Troy có liên quan tới sự hiến tế người đầy bi kịch.
Bên ngoài sự suy luận này chúng ta không thể đi xa hơn. Ở vài thời điểm trong bóng tối hàng thế kỷ giữa sự sụp đổ của văn minh Mycenae và sự kết thúc của thời tăm tối của Hy Lạp, tôn giáo Mycenae nguyên gốc duy trì sự tồn tại và tự điều chỉnh cho tới khi cuối cùng nổi lên trong các câu chuyện về sự hiến dâng, sự phản bội của con người và sự thất thường thần thánh trong hai tác phẩm sử thi nổi tiếng của Homer.

## Mycenae trong thần thoại và truyền thuyết Hy Lạp cổ đại

### Triều đại Perseid

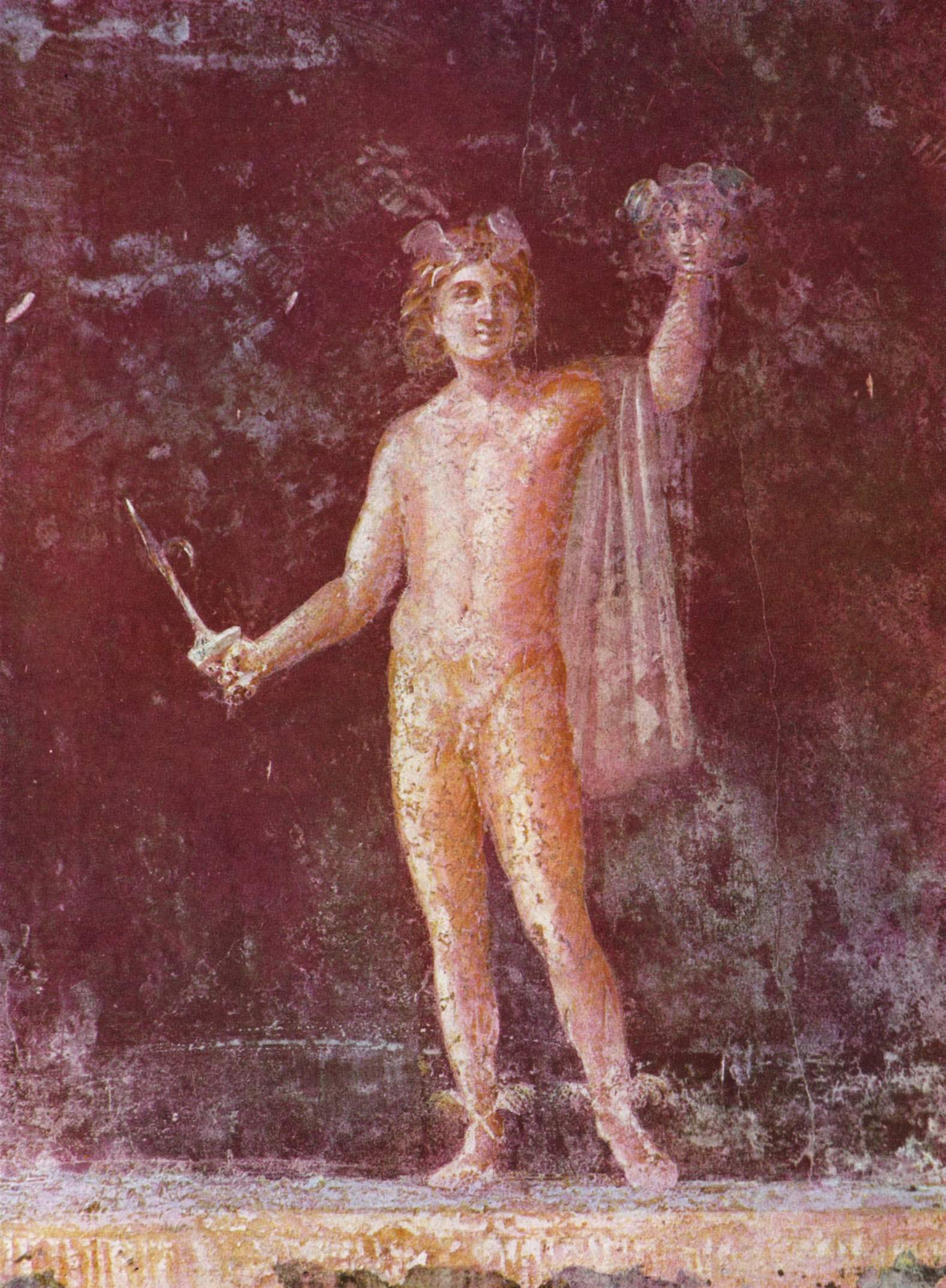
Perseus từ Pompei.

Các thần thoại Hy Lạp cổ khẳng định Mycenae được sáng lập bởi Perseus, cháu của vua Acrisius xứ Argos. Perseus là con trai của Danaë, một người con gái của Acrisius. Do đã vô tình giết ông ngoại của mình, Perseus không thể thừa kế ngai vàng ở Argos. Thay vào đó ông đã sắp xếp một cuộc trao đổi quyền lực với một người anh em họ, Megapenthes, và trở thành vua của Tiryns, trong khi Megapenthes lấy Mycenae.
Perseus cưới Andromeda và có rất nhiều con trai, nhưng theo thời gian đã xảy ra chiến tranh với Argos và bị giết bởi Megapenthes. Con trai của ông, Electryon, trở thành người thứ hai của triều đại. Tuy nhiên quyền kế vị lại bị tranh chấp bởi những người Taphians đứng đầu bởi Pterelaos, một Perseid khác, người đã đột kích Mycenae nhưng thất bại và rút lui cùng bầy gia súc. Bầy gia súc được giành lại bởi Amphytrion, cháu trai Perseus, nhưng cậu lại vô tình giết chết chú của mình bằng một cây dùi cui trong một cuộc xô xát ngỗ ngược về gia súc và phải đi lưu vong.
Ngai vàng được giao lại cho Sthenelus, người thứ ba của vương triều, một con trai của Perseus. Ông đã chuẩn bị cho vị thế tương lai của mình bằng việc cưới Nicippe, con gái của vua Pelops xứ Elis, lãnh thổ hùng mạnh nhất của vùng vào lúc đó. Ông ta có với bà một con trai, Eurystheus, vị vua thứ tư và cũng là cuối cùng của vương triều Perseid. Khi một người con trai của Heracles, Hyllus, giết Sthenelus, Eurystheus trở nên nổi tiếng với sự thù hằn của ông đối với Heracles và sự ngược đãi tàn nhẫn của ông với người Heracleidae, hậu duệ của Heracles.
Đây là những điều đầu tiên chúng ta được nghe về những người con trai nổi tiếng đó, những người đã trở thành biểu tượng của Dorians. Heracles đã từng là một Perseid. Sau cái chết của ông Eurystheus quyết tâm tiêu diệt các đối thủ này vì ngai vàng của Mycenae, tuy nhiên họ đã đi lẩn trốn ở Athens, và trong cuộc chiến tranh Eurystheus và tất cả các con trai của ông đã bị giết. Triều đại Perseid kết thúc tại đây. Người dân của Mycenae tôn chú ngoại của Eurystheus, Atreus, một Pelopid, lên làm vua.
Các vua Perseid:
1. Perseus
2. Electryon
3. Sthenelus
4. Eurystheus

### Triều đại Atreid
Người Mycenae đã nhận sự chỉ bảo từ một lời tiên tri rằng họ nên chọn vị vua mới trong số những Pelopid. Hai ứng viên là Atreus và người anh trai, Thyestes. Người thứ hai được chọn đầu tiên, và lúc này xuất hiện sự can thiệp của các thế lực siêu nhiên. Mặt trời trở nên đổi hướng di chuyển và lặn ở phía đông. Do mặt trời đổi hướng, người ta lập luận rằng việc bầu cho Thyestes nên được đảo lại, kết quả là Atreus được chọn làm vua. Hành động đầu tiên của ông là truy bắt Thyestes và cả gia đình ông ta, nhưng Thyestes đã trốn thoát được khỏi Mycenae.

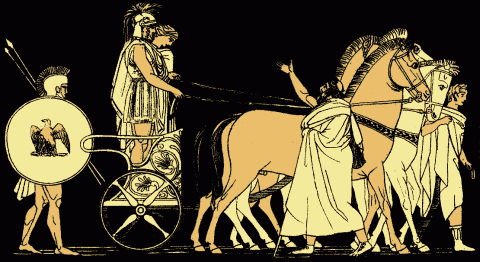
Sự trở về của Agamemnon.

Theo truyền thuyết, Atreus có hai con trai, Agamemnon và Menelaus, hai Atreid. Aegisthus, con trai của Thyestes, giết Atreus và giành lại ngôi báu cho Thyestes. Với sự giúp đỡ của vua Tyndareus xứ Sparta, những người Atreid lại khiến Thyestes phải đi lưu vong một lần nữa. Tyndareus có hai người con gái bạc mệnh, Helen và Clytemnestra, lần lượt kết hôn với Menelaus và Agamemnon. Agamemnon kế vị ở Mycenae còn Menelaus làm nhiếp chính tại Sparta.

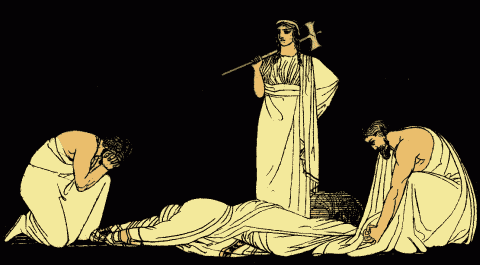
Agamemnon bị giết.

Helen bỏ trốn với người tình Paris của Troy. Agamemnon tiến hành một cuộc chiến tranh 10 năm chống lại Troy để giành lại cô ta cho em trai. Vì thiếu gió, đoàn chiến thuyền không thể đi tới Troy. Để làm hài lòng các vị thần nhằm khiến họ tạo ra gió, Agamemnon đã hiến tế con gái Iphigenia của mình. Nữ thần đi săn Artemis đã tráo cô ta vào giờ phút cuối cùng bằng một con nai trên bàn tế, và đưa Iphigenia tới Tauris (Xem Iphigenia ở Tauris của Euripides). Với việc các vị thần đã cảm thấy hài lòng với sự hiến tế, gió bắt đầu thổi và đoàn chiến thuyền khởi hành.
Truyền thuyết kể rằng cuộc chiến gian khổ và kéo dài với Troy, dù trên danh nghĩa là một chiến thắng của Hy Lạp, đã đem lại sự hỗn loạn, cướp bóc và tàn phá. Sau chiến tranh, Agamemnon trở về trong sự chào đón long trọng với thảm đỏ và sau đó bị sát hại trong bồn tắm bởi vợ mình là Clytemnestra, người hận ông ta cay đắng vì đã hiến tế con gái Iphigenia của họ. Tội ác của Clytemnestra được tiếp tay bởi Aegistheus, người trị vì sau đó. Tuy nhiên Orestes, con trai của Agamemnon, đã được mang đi trốn ở Phocis. Orestes trở lại khi là một người lớn để giết Clytemnestra và Aegistheus, rồi bỏ trốn tới Sparta để trốn tránh sự xét xử và án giết mẹ, và trở nên điên loạn trong một khoảng thời gian. Trong thời gian đó, ngai vàng ở Mycenae thuộc về Aletes, con trai Aegistheus, nhưng không được lâu. Hồi phục trở lại, Orestes trở lại Mycenae để giết ông ta và đoạt lại ngai vàng.
Orestes sau đó xây dựng một lãnh thổ lớn hơn ở Peloponnesus, nhưng lại bất ngờ bị chết ở Arcadia do bị rắn cắn. Con trai Tisamenus của ông, vị vua cuối cùng của triều đại Atreid, bị giết bởi các Heracleidae khi đang trở về Peloponnesus. Họ đòi quyền lợi của các Perseid thừa kế các vương quốc của Peloponnesus và mất nhiều thứ để giành quyền thống trị đối với chúng.
Các vua nhà Atreid:
1. Atreus
2. Thyestes
3. Agamemnon
4. Aegisthus
5. Aletes
6. Orestes
7. Tisamenus

### Atreids ở Tiểu Á

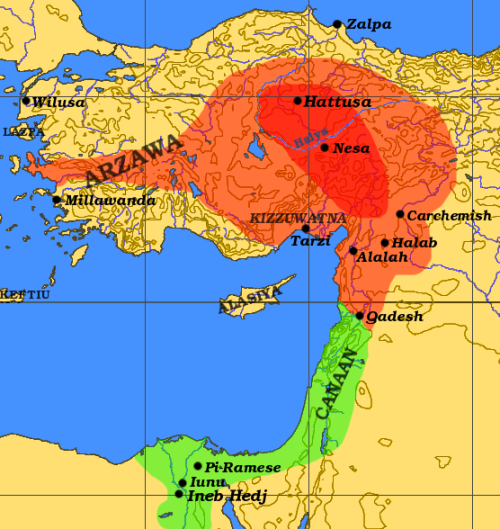
Đế chế Hittite, 1300 TCN.

Trên thực tế, có một hiện tượng nhật thực toàn phần xảy ra ở Aegean vào ngày 5 tháng 3 năm 1223 trước công nguyên, mà Atreus có thể đã xuyên tạc trở thành mặt trời lặn hướng đông. Tuy vậy nó vẫn không giải quyết hết những điều còn chưa biết.
Một thời gian muộn được ngụ ý cho cuộc chiến thành Troy,  mà rốt cuộc lại đi ngược lại với Troy VIIa. Người Perseid lúc đó sẽ nắm quyền vào khoảng 1380 TCN, thời gian mà một bệ tượng tại Kom el-Heitan ở Ai Cập ghi lại cuộc hành trình của một sứ thần Ai Cập tới Aegean vào thời của Amenophis III. M-w-k-i-n-u ("Mukanuh"?) là một trong các thành phố được ghé thăm, một tài liệu ban đầu hiếm có về tên của Mycenae. Nó là một trong các thành phố của tj-n3-jj ("Tinay"?), Danaans của Homer, được đặt tên trong thần thoại theo Danaë, ám chỉ rằng có thể người Perseids đang nắm quyền thống trị ở một dạng nào đó.
Cũng trong thế kỷ 14 trước công nguyên người Ahhiya bắt đầu gây rắc rối tới nhiều vị vua của đế chế Hittite. Ahhiyawa hay Ahhiya, xuất hiện vài chục lần trên các thẻ khắc của Hittite trong suốt thế kỷ, chắc hẳn là Achaiwia, tiếng Hy Lạp Mycenaean phục dựng của Achaea. Người Hittites không sử dụng Danaja như người Ai Cập, dù sự nhắc tới Ahhiya đầu tiên trong "bản cáo trạng của Madduwatta" có trước cái tương tự giữa Amenhotep III và một trong những người kế vị của Madduwatta tại Arzawa, Tarhunta-Radu. Tuy vậy các nguồn bên ngoài vào thời đại LHIIIA:1 lại phù hợp về sự bỏ sót của họ một vị vua vĩ đại hay các cấu trúc thống nhất khác phía sau Tinay/Ahhiya.
Ví dụ, trong "bản cáo trạng của Madduwatta", Attarissiya, người cai trị Ahhiya, đã tấn công Madduwatta và đẩy ông khỏi vùng đất của mình. Ông đã được hỗ trợ nơi ẩn náu và quân sự từ vị vua vĩ đại Tudhaliya của Hittite. Sau cái chết của vị vua và dưới sự cai trị của người con trai ông, Arnuwanda, Madduwatta liên minh với Attarissiya và họ, cùng với những vị vua khác, tấn công Alasiya, tức là Síp.
Đây là sự xuất hiện duy nhất của một người có tên Attarissiya. Các cố gắng để liên kết cái tên này với Atreus không nhận được sự đồng tình rộng rãi, và cũng chẳng có một chứng cứ nào của một Pelopid hùng mạnh tên là Atreus vào lúc đó.
Trong suốt thời kỳ LHIIIA:2, Ahhiya, bấy giờ gọi là Ahhiyawa, mở rộng tầm ảnh hưởng tới Miletus, nằm trên bờ biển của Anatolia, và tranh giành với người Hittites tầm ảnh hưởng và quyền kiểm soát phần phía Tây Anatolia. Ví dụ như Arzawa của Uhha-Ziti và qua ông ta vùng đất sông Seha của Manapa-Tarhunta. Trong khi giúp xác minh sự tồn tại của người Hy Lạp Mycenaean như một thế lực lịch sử, các tài liệu này cũng nêu ra nhiều câu hỏi mới như số nó đã giải quyết được.
Tương tự, một vị vua của Hittite viết một thứ gọi là bức thư Tawagalawa tới vị vua vĩ đại của Ahhiyawa, liên quan tới sự phá phách của người phiêu lưu của Luwiyan là Piyama-Radu. Tên của vị vua chưa được xác định, có thể là Muwatalli II hay người anh của ông ta là Hattusili III, tức là bức thư được viết vào khoảng thời kỳ LHIIIB theo thang của Mycenaean. Nhưng cả Atreus hay Agamemnon theo truyền thuyết đều không có một người anh em nào tên là Etewoclewes (Eteocles). Cái tên này có vẻ liên quan tới Thebes, mà trong suốt thời kỳ LHIIIA trước đó Amenhotep III đã coi như bằng với Mycenaea.
Trong một sự kiện khác, Muwatalli II (trị vì 1296 - 1272 TCN) ký một hiệp ước với Alaksandu (có thể là Alexander), vua của Wilusa (Ilium); và một tài liệu khác nói Wilusa bị nguyền rủa bởi Appaliuna (Apollo). Nhưng Alaksandu trong hiệp ước đó là quá sớm để trở thành vua của một thành phố bị tấn công bởi Agamemnon, và hơn nữa, Priam mới là vua của thành phố đó.
Chưa có cách nào để thống nhất một cách thỏa đáng giữa những phiến khắc của người Hittite và các truyền thuyết Hy Lạp sau đó.

## Khai quật

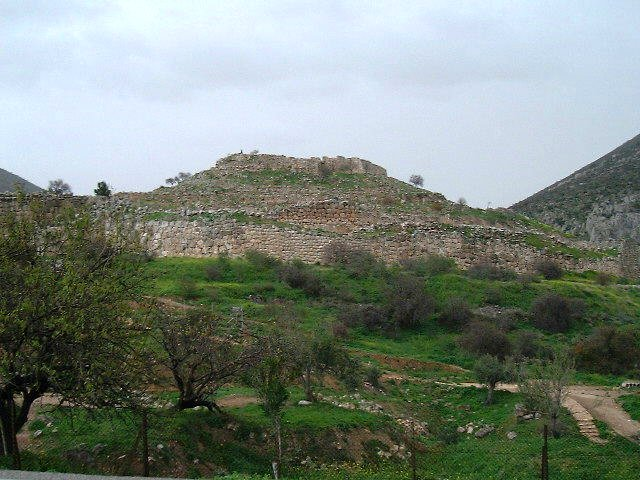
Quang cảnh của thành lũy.

Cuộc khai quật đầu tiên tại Mycenae được tiến hành bởi nhà khảo cổ Hy Lạp Kyriakos Pittakis vào năm 1841. Ông ta đã tìm ra và khôi phục lại cổng sư tử. Năm 1874 Heinrich Schliemann tới địa điểm này và tiến hành một cuộc khai quật toàn diện. Schliemann tin vào căn cứ lịch sử của các tác phẩm của Homer-rơ và giải thích các vị trí theo đó. Ông ta tìm ra các hầm mộ cổ với các hài cốt hoàng gia cùng các đồ táng ngoạn mục. Khi phát hiện ra một đầu lâu mang một mặt nạ người chết vàng ở một trong các ngôi mộ, ông tuyên bố: "Tôi đã nhìn vào khuôn mặt của Agamemnon".

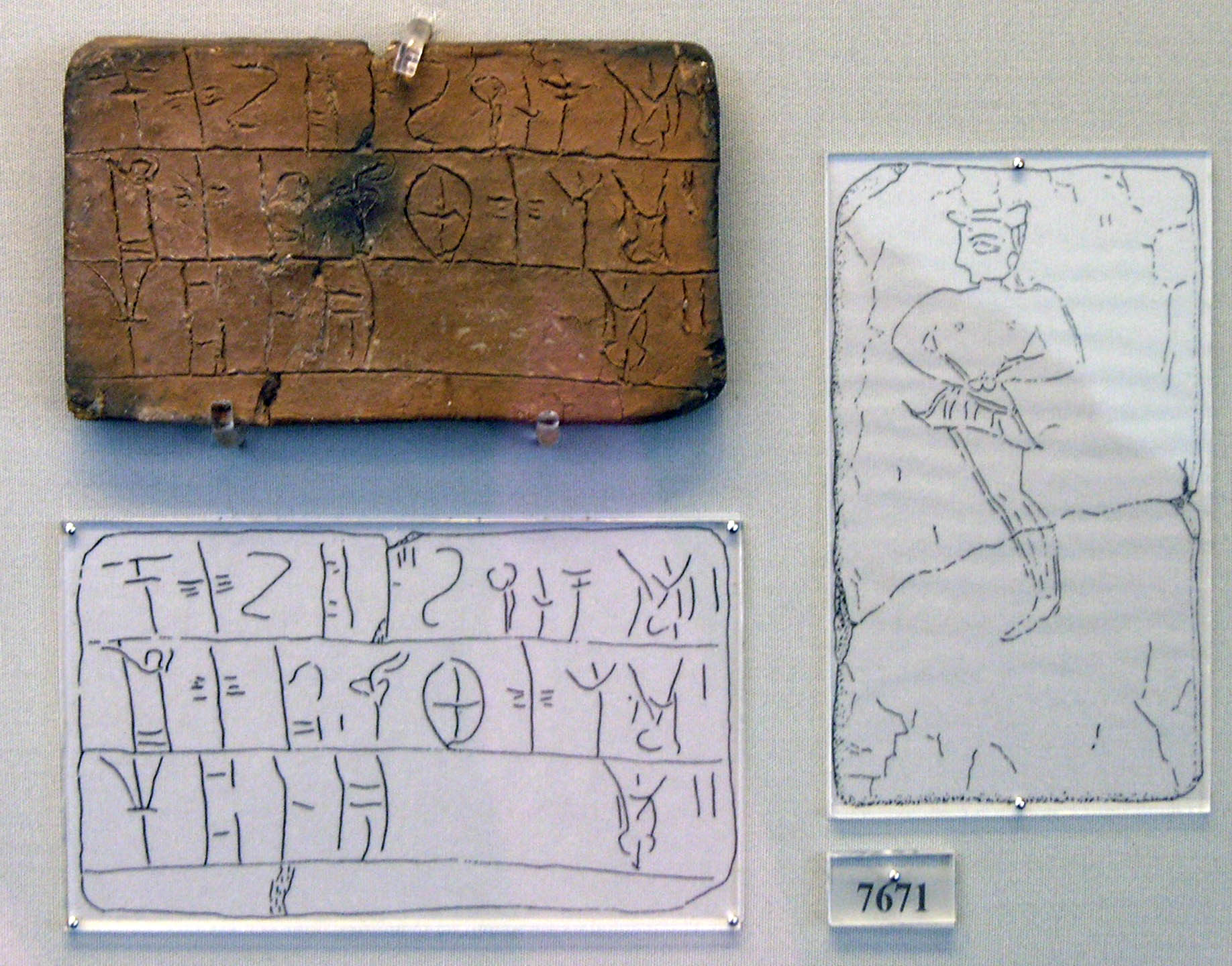
Một phiến khắc đất sét với chữ viết Linear B từ Mycenae.

Từ thời của Schliemann đã có thêm các cuộc khai quật khoa học ở Mycenae, phần lớn bởi các nhà khảo cổ Hy Lạp nhưng cũng có sự tham gia của Trường Anh Quốc tại Athens. Vệ thành được khai quật năm 1902, và các ngọn đồi xung quanh được khảo sát một cách cẩn thận trong các cuộc khai quật sau đó.

## Du lịch
Là một trong các địa điểm khởi đầu của văn minh châu Âu, Mycenae là một điểm đến nổi tiếng cách Athens dưới hai tiếng đi xe. Địa điểm này được bảo tồn tốt, và các tàn tích khổng lồ của các bức tường cyclopaean cùng các cung điện trên vệ thành vẫn khơi dậy sự ngưỡng mộ của khách tham quan, đặc biệt khi người ta nhớ lại rằng chúng được xây hàng ngàn năm trước các công trình của Hy Lạp cổ.